# Pentone
Pentone är en ort och kommun i provinsen Catanzaro i regionen Kalabrien i Italien. Kommunen hade 2 014 invånare (2018).